# Faluner Brillanten
Faluner Brillanten oder Faluner Diamanten (Zinnbrillanten) sind ein hochglänzender diamantähnlicher Zinnschmuck. Sie bestehen aus Glas mit Zinnüberzug. Sie sind ein Imitat bzw. Ersatz für Diamant.
Man erhält Abdrücke von facettiert geschliffenen Gläsern in einer Legierung von 19 Teilen Blei und 29 Teilen Zinn, indem man die wie echte Diamanten im Brillantschliff geschliffenen Gläser in die geschmolzene Legierung eintaucht und das an ihnen haftende Metall nach dem Erstarren ablöst. Die Faluner Brillanten besitzen lebhaften Glanz, der sich an der Luft nicht verändert, aber beim Berühren leidet. Man benutzte sie als Theaterschmuck oder Christbaumschmuck.
Durch die Erfindung der Zirkonia sind sie heute weitgehend unbedeutend.
Dieser Artikel basiert auf einem gemeinfreien Text aus Meyers Konversations-Lexikon, 4. Auflage von 1888 bis 1890.